# Pasquale Cafaro
Pasquale Cafaro (Galatina, 1708 - Nàpols, 28 d'octubre de 1787) fou un compositor italià.
Anomenat algunes vegades Caffarelli. Deixeble de Leonardo Leo en el conservatori de la Pietà dei Turchini, al qual succeí com a professor de la classe de contrapunt, substituí en Gian Francesco de Majo com a mestre de capella de la cort. Se'l hi ha criticat l'escassa originalitat de les seves melodies, però ha merescut elogis generals per la correcció i elegància que les avala. Entre els seus deixebles i figuren Francesco Bianchi, Angelo Tarchi i Giacomo Tritto. Fou el descobridor del castrat Gaetano Caffarelli el qual va conèixer com a cantant en una església de poble.
Escriví obres de música religiosa, entre elles un Stabat mater, actualment molt poc executat; dues cantates per celebrar pomposos esdeveniments de la família reial i una altra, amb ocasió del trasllat de la sang de sant Genar, i diversos oratoris i òperes, entre les quals partitures descollen les que porten el títol; Oratori per linvenzione della Croce (1747), Ipermnestra (1751), Antigono (1751) L'incendio di Troia (1757), L'Olimpiade (1769), Betulia liberata, Il trionfo di Davidde, Il Figlinolo prodigo revedutto, i una nova partitura per l'Antigono (1770).